# Submarino U-613
El submarino alemán U-613 fue un submarino tipo VIIC construido para la Kriegsmarine de la Alemania nazi para el servicio durante la Segunda Guerra Mundial . Fue puesto en quilla el 6 de mayo de 1941 por Blohm & Voss, Hamburgo como astillero número 589, botado el 29 de enero de 1942 y puesto en servicio el 12 de marzo de 1942 bajo el mando de Kapitänleutnant Helmut Köppe.

## Diseño
Los submarinos alemanes Tipo VIIC fueron precedidos por los submarinos más cortos Tipo VIIB. El U-613 tenía un desplazamiento de 769 toneladas (757 toneladas largas) cuando estaba en la superficie y 871 toneladas (857 toneladas largas) mientras estaba sumergido. Tenía una longitud total de 67,10 m (220 pies 2 pulgadas), una longitud de casco de presión de 50,50 m (165 pies 8 pulgadas), una manga de 6,20 m (20 pies 4 pulgadas), una altura de 9,60 m ( 31 pies 6 pulgadas) y un calado de 4,74 m (15 pies 7 pulgadas). El submarino estaba propulsado por dos motores diésel sobrealimentados Germaniawerft F46 de cuatro tiempos y seis cilindros . produciendo un total de 2800 a 3200 caballos de fuerza métricos (2060 a 2350 kW; 2760 a 3160 shp) para uso en superficie, dos motores eléctricos Brown, Boveri & Cie GG UB 720/8 de doble acción que producen un total de 750 caballos de fuerza métricos (550 kW; 740 shp) para uso sumergido. Tenía dos ejes y dos hélices de 1,23 m (4 pies ). El barco era capaz de operar a profundidades de hasta 230 metros (750 pies).
El submarino tenía una velocidad máxima en superficie de 17,7 nudos (32,8 km/h; 20,4 mph) y una velocidad máxima sumergida de 7,6 nudos (14,1 km/h; 8,7 mph). Cuando estaba sumergido, el barco podía operar durante 80 millas náuticas (150 km; 92 mi) a 4 nudos (7,4 km/h; 4,6 mph); cuando salió a la superficie, podría viajar 8.500 millas náuticas (15.700 km; 9.800 mi) a 10 nudos (19 km / h; 12 mph). El U-613 estaba equipado con cinco tubos de torpedos de 53,3 cm (21 pulgadas) (cuatro instalados en la proa y uno en la popa), catorce torpedos, un cañón naval SK C / 35 de 8,8 cm (3,46 pulgadas), 220 rondas y un Cañón antiaéreo C/30 de 2 cm (0,79 pulgadas). El barco tenía una dotación para de entre cuarenta y cuatro y sesenta marineros en su tripulación.

## Historial de servicio
La carrera del submarino comenzó con su entrenamiento en la 8.ª Flotilla de submarinos el 12 de marzo de 1942, seguida del servicio activo el 1 de noviembre de 1942 como parte de la 3.ª Flotilla de submarinos durante el resto de su servicio.
En cuatro patrullas hundió dos buques mercantes, para un total de 8,087 toneladas de registro bruto (TRB).
El submarino partió para su primera patrulla desde Kiel el 22 de octubre de 1942, hacía el Atlántico Norte. Navegó entre Islandia y las Islas Feroe (área GIUK) y patrulló tan al sur como Portugal. El 7 de noviembre de 1942 a las 15:40 el U-613 hundió un buque mercante británico del convoy ON-142, que había zarpado de Liverpool el 30 de octubre.
El 17 de noviembre de 1942, fue atacado por un bombardero británico y resultó gravemente dañado. El submarino logró regresar a Francia con la ayuda de la escolta de otros barcos alrededor del 27 de noviembre.
El U-613 volvió a su racha el 11 de abril de 1943, cuando hundió un buque mercante noruego, rezagado del convoy  ONS-2, que había salido  de Liverpool el 28 de marzo de 1943 con destino a Halifax.
Mientras perseguía al convoy  ON 176, algunos submarinos de la manada Adler se encontraron con este convoy. Su escolta fue entonces reforzada con corbetas que regresaban de la Operación Antorcha. Para no dividirse entre dos objetivos, los submarinos abandonaron el ONS 2, que llegó a su destino el 19 de abril. La única pérdida fue una nave rezagada, hundida por el U-613.
El 1 de mayo de 1943 a las 0007 el U-613 fue atacado por un bombardero británico Wellington equipado con una luz Leigh  del 172 Sqn, frente al Golfo de Vizcaya. La aeronave ametralló y lanzó seis cargas de profundidad que le dañaron levemente. El sistema hidráulico y el tren de aterrizaje de la aeronave fueron dañados por fuego antiaéreo  del submarino. Los seis miembros de la tripulación escaparon ilesos del accidente cuando hicieron un aterrizaje forzoso en su base en Predannack Airfield, Cornwall.
El U-613  fue hundido el 23 de julio de 1943 en el Atlántico Norte al sur de las Azores, en la posición 35°32′ N, 28°36′ W, por cargas de profundidad del destructor estadounidense USS George E. Badger (DD-196).
Los 48 miembros de la tripulación murieron en este ataque.

### Manadas de lobos
El U-613 participó en seis manadas de lobos, a saber:
- Natter (2 - 8 de noviembre de 1942)
- Westwall (8 - 18 de noviembre de 1942)
- Habicht (10 - 19 de enero de 1943)
- Haudegen (19 de enero - 9 de febrero de 1943)
- Adler (7 - 13 de abril de 1943)
- Meise (13 - 25 de abril de 1943)

### Hundimiento
El U-613 fue hundido el 23 de julio de 1943 en el Atlántico Norte al sur de las Azores, en la posición 35°32′N 28°36′O / 35.533, -28.600

## Historial de incursiones
| Fecha                  | Nombre del barco | Nacionalidad | Tonelaje </br> ( TRB ) | Destino |
| ---------------------- | ---------------- | ------------ | ---------------------- | ------- |
| 7 de noviembre de 1942 | Roxby            | Reino Unido  | 4,252                  | hundido |
| 11 de abril de 1943    | Ingerfire        | Noruega      | 3,835                  | hundido |